# Torrehermosa
Torrehermosa è un comune spagnolo di 113 abitanti situato nella comunità autonoma dell'Aragona.
Torrehermosa viene ricordata dai cattolici e non solo, per la nascita di San Pasquale Baylon il 16 maggio 1540.